# Polycarpaea filifolia
Polycarpaea filifolia es una especie de fanerógama perteneciente a la familia de las cariofiláceas. Es endémica de las Islas Canarias.
Algunos autores lo consideran un sinónimo de Polycarpaea corymbosa (L.) Lam.

## Descripción
Es un pequeño arbusto que tiene las hojas filiformes de color verde oscuro (de donde toma el epíteto que da nombre a la especie), y pequeñas flores de color blanco amarillentas. 

## Distribución
Se encuentra en las Islas Canarias en Gran Canaria y La Gomera.

## Taxonomía
Polycarpaea filifolia fue descrita por Webb ex Christ y publicado en Botanische Jahrbücher für Systematik, Pflanzengeschichte und Pflanzengeographie 45(4): 453–454. 1911.
Etimología
Polycarpaea: nombre genérico que procede del griego polys y karpos, y significa "abundante fructificación". 
filifolia: epíteto latíno que significa "con hojas como hilos".